# Neuvilly-en-Argonne
Neuvilly-en-Argonne is een gemeente in het Franse departement Meuse in de regio Grand Est en telt 199 inwoners (1999). De plaats maakt deel uit van het arrondissement Verdun.

## Geografie
De oppervlakte van Neuvilly-en-Argonne bedraagt 18,2 km², de bevolkingsdichtheid is 10,9 inwoners per km².
De plaats ligt aan de rivier de Aire.
De onderstaande kaart toont de ligging van Neuvilly-en-Argonne met de belangrijkste infrastructuur en aangrenzende gemeenten.

## Demografie
Onderstaande figuur toont het verloop van het inwonertal (bron: INSEE-tellingen).